# Sophron inornatum
Sophron inornatum is een keversoort uit de familie boktorren (Cerambycidae). De wetenschappelijke naam van de soort is voor het eerst geldig gepubliceerd in 1842 door Newman.